# Citrien
Citrien of citroenkwarts is de citroengele doorschijnende variant van het mineraal kwarts (SiO2).

## Eigenschappen
Net zoals de andere variëteiten van kwarts, wordt citrien tot tectosilicaten gerekend. De gele kleur wordt veroorzaakt door sporenelementen waarbij vooral tweewaardig en driewaardig ijzer een rol spelen. Het kristalstelsel van citrien is trigonaal en de hardheid is 7.

## Naam
De naam citrien is afgeleid van citrus (vanwege de gele kleur). De kwartsvariëteit werd, afhankelijk van de kleur, in het verleden ook wel Madeira-topaas, gouden topaas of topaas van Bahía genoemd, geheel onterecht omdat topaas een volkomen ander mineraal is. Waarschijnlijk gebeurde dit om een hogere kostbaarheid te suggereren.

## Voorkomen
De belangrijkste vindplaatsen van citrien zijn Brazilië, Madagaskar en de voormalige Sovjet-Unie.
Citrien ontstaat doordat amethist of rookkwarts door geothermie hoge temperaturen bereikt. Door amethist te verhitten tot temperaturen tussen de 400 ˚C en 560 ˚C verdwijnen de paarse kleuren en ontstaat een gele kleur. De verhitting zorgt ervoor dat de aanwezige ijzerionen zich anders organiseren. Door dit proces na te bootsen in een oven kan uit het relatief goedkope amethist citrien worden nagemaakt. Veel citrien die in de handel verkrijgbaar is, is dan ook niet op natuurlijke wijze in de aardbodem ontstaan. Dit maakt citrien ondanks de zeldzaamheid niet zo'n waardevolle edelsteen.

## Slijpvormen
Citrien wordt voor edelstenen meestal in facetten of als cabochon geslepen.

## Pseudowetenschap
- Binnen de pseudowetenschappelijke wereld waarin mensen geneeskundige krachten toekennen aan mineralen, geldt citrien als een middel om concentratie te verbeteren, futloosheid te verminderen en transpiratie tegen te gaan.
- In de astrologie geldt citrien als de geboortesteen voor de maand november.
- In vroegere tijden werd citrien gedragen als bescherming tegen slangengif en boze gedachten.